# Osogovo
42°9′30″N 22°31′0″Ø / 42.15833°N 22.51667°Ø
Osogovo (bulgarsk og makedonsk kyrillisk:  Осогово ?  Осогово ?) eller Osogovska Planina (Осоговска планина eller Осоговски Планини) er en bjergkæde og skisportssted mellem den sydvestlige del af Bulgarien (Kyustendil provinsen), og den nordøstlige del af Nordmakedonien (Kocani og Kriva Palanka kommuner). Osogovo kloster ligger på bjerget.

## Beskrivelse
Bjergkæden er omkring 110 km lang og 50 km bred, den højeste top er Ruen (Руен) på 2.251 moh. på selve grænsen mellem Bulgarien og Nordmakedonien. Den stejleste skråning er mod vest, der strækker sig ned fra Carev Vrv (Царев Врв; "Zarens Peak"). Det er den nordligste og højeste del af Osogovo- Belasica- gruppen og ligger mellem Kyustendil- og Kamenitsa-dalene, Dobro-polen og Bregalnica- og Kriva Reka-floddalene. De vestlige skråninger er stejle og de sydøstlige skråninger. Selve bjerget er et granitmassiv af krystalklipper. Det har et fremtrædende vulkansk relief lavet af keglesnittoppe og vulkansk tuf og er rig på blandede malme.

## Etymologi
Der er mange legender om oprindelsen af navnet Osogovo, men den mest berømte er, at området kortvarigt blev bosat af transsylvanske saksiske minearbejdere, som tidligere udvandt guld og sølv i regionen. Ifølge denne legende stammer navnet fra de oldgermanske ord "osso" (gud) og "gov" (sted), som betyder "et guddommeligt sted".  Osogovo-bugten i Livingston Island på Sydshetlandsøerne, Antarktis er opkaldt efter Osogovo.

## Miljø
Floraen er delt af højderne: en zone op til 1000 m, hvor træer som eg, elm, avnbøg, ask, hassel og andre kan findes; en bjergrig zone (1000-1800 m) dækket for det meste med bøgetræer; og en subalpin zone dækket af græsgange og buske af enebærtræer. Bjergfloderne og vandløbene er et naturligt levested for fjeldørreden og andre fisk. Løv- og nåleskove dominerer. Området er beboet af den sjældne bjergsalamander. Naturen og klimaforholdene giver mulighed for helårs turisme. Vigtige byer ved foden af Osogovo er Kyustendil mod nordøst i Bulgarien og Kočani og Kriva Palanka mod vest og sydvest i Nordmakedonien.

### Vigtigt fugleområde
Et 7.000 hektar stort område af bjergene er blevet udpeget som et vigtigt fugleområde (IBA) af BirdLife International, fordi det understøtter en bestand af lannerfalke.